# Động Họng Voi

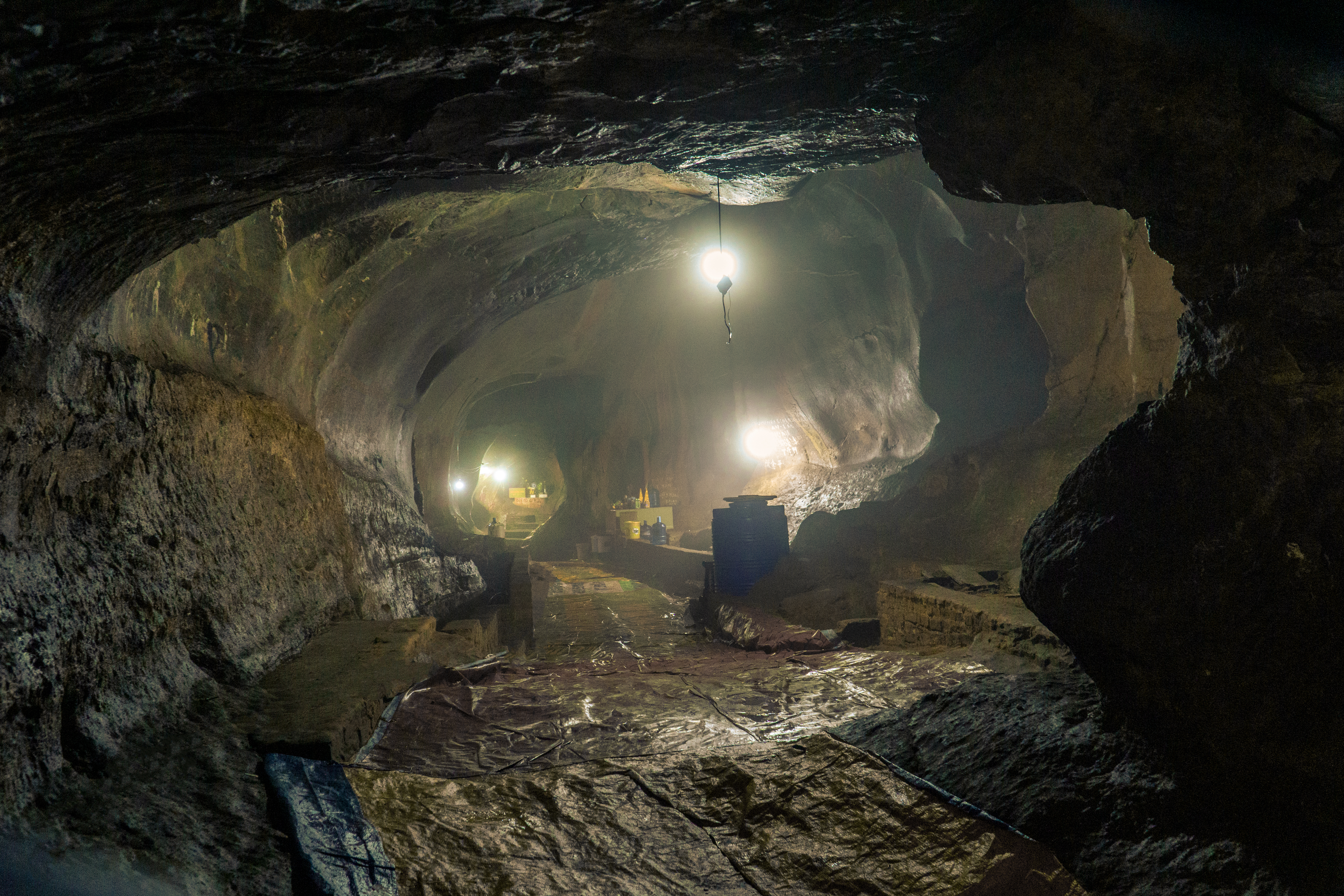
Cửa vào hang trong núi Voi

Động Họng Voi hay còn gọi là hang Họng Voi. Đây là một trong 2 hang động nổi tiếng nhất trong lòng núi Voi mà bất kỳ du khách nào cũng sẽ tới thăm. Điều đặc biệt nhất ở hang này là lối cửa vào nhìn rất giống họng của con Voi. Khi vào sâu bên trong, sẽ có suối Tiên. Đó là nơi có nước mạch từ trên núi chảy xuống. Nước ở đó rất trong, mát lạnh và có thể uống trực tiếp được. Nước uống rất ngọt. Ngoài ra còn có một nhũ đá thường xuyên nhỏ nước. Người ta gọi đó là bầu sữa mẹ. Cuối hang, trên trần chính là hang dơi. Nếu bạn cầm đèn pin soi lên sẽ thấy hàng trăm con dơi trên đó.